# Plaisance (metropolitana di Parigi)
Plaisance è una stazione della linea 13 della metropolitana di Parigi.

## La stazione
La stazione è stata inaugurata nel 1937.
Il suo nome è mutuato dallo château du Maine che esisteva qui nel XVII secolo attorniato da un grande parco. IL tutto venne acquistato nel 1842 da un tale Couesnon i cui figli geometri si occuparono della lottizzazione. Qui sorse, fra il 1858 ed il 1860, il quartiere di Plaisance che divenne fra le zone più malsane della città di Parigi. La Compagnie générale des omnibus demolì il castello per costruirvi i garage per i suoi mezzi.

## Interconnessioni
- Bus RATP - 62
- Bus notturno - N63

## Accessi
- rue des Suisses: scala al 205, rue d'Alésia
- rue d'Alésia: scala al 168, rue d'Alésia
- rue Decrès: scala al 170, rue d'Alésia
- square: scala rue d'Alésia davanti alla «square Alésia - Ridder» denominata «jardin Alésia - Raymond-Losserand»
- rue Raymond-Losserand: scala mobile dal marciapiede direction Châtillon — Montrouge su «square Alésia - Ridder» al 144, rue Raymond-Losserand